# San Cristóbal metróállomás
San Cristóbal metróállomás Spanyolország fővárosában, Madridban.

## Metróvonalak
Az állomást az alábbi metróvonalak érintik:
- 3-as metróvonal

## Kapcsolódó állomások
A metróállomáshoz az alábbi állomások vannak a legközelebb:
- Villaverde Bajo-Cruce (Moncloa, 3-as metróvonal)
- Villaverde Alto (Villaverde Alto, 3-as metróvonal)